# 2836 Соболєв
2836 Соболєв (2836 Sobolev) — астероїд головного поясу, відкритий 22 грудня 1978 року.
Тіссеранів параметр щодо Юпітера — 3,224.
Астероїд названо на честь радянського і російського астрофізика Соболєва Віктора Вікторовича (1915 – 1999).